# Phidippidès
Pour les articles homonymes, voir Philippidès (homonymie).

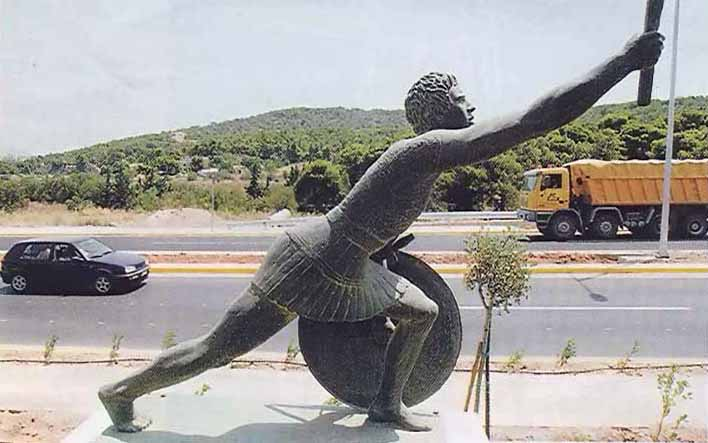
Statue de Philippidès à Marathon.

Phidippidès ou Philippidès (en grec ancien Φειδιππίδης, / Pheidippídes) est un hémérodrome, porteur de courrier athénien célèbre pour un exploit à la course qu'il aurait effectué après la bataille de Marathon lors de la première guerre médique en 490 av. J.-C.
Il existe deux versions d'un tel exploit :
- selon Hérodote[1], Philippidès parcourut environ 250 km en 36 heures pour rejoindre Sparte depuis Athènes et demander de l'aide. Cette course est à l'origine du Spartathlon. Sur le mont Parthénion, au-dessus de Tégée, il aurait vu le dieu Pan lui apparaître pour lui demander pourquoi les Athéniens ne lui rendaient aucun culte malgré les services qu'il leur avait rendus. Philippidès rapporta sa vision aux Athéniens, qui, après la guerre, fondèrent un sanctuaire de Pan au pied de l'Acropole et instituèrent des rites en l'honneur du dieu ;
- selon Plutarque[2], le commandant des neuf mille Athéniens et des mille Platéens, Miltiade, aurait envoyé un certain Euclès prévenir Athènes de sa victoire après la bataille. Le jeune guerrier aurait parcouru au pas de course la quarantaine de kilomètres séparant Marathon de la cité. Il mourut après avoir annoncé la victoire («νενικήκαμεν»« Nenikekamen ! », « Nous sommes victorieux »), harassé par son parcours à travers monts sur environ 42 kilomètres.

Lucien de Samosate, rhéteur postérieur à Hérodote et à Plutarque, semble avoir confondu ces deux anecdotes et Phidippidès est passé à la postérité pour avoir couru la distance Athènes-Marathon. L'épreuve du marathon s'appuie sur ce récit.
John A. Lucas, de l’université de Pennsylvanie, précise que Lucien est le seul auteur ancien à mentionner Phidippidès comme coursier de Marathon. Cela ferait de surcroît supposer qu'il ait fait le chemin d'Athènes à Sparte, puis qu'il se serait rendu à Marathon, pour enfin retourner à Athènes et y mourir d'épuisement.